# Westwoodilla longimana
Westwoodilla longimana is een vlokreeftensoort uit de familie van de Oedicerotidae. De wetenschappelijke naam van de soort is voor het eerst geldig gepubliceerd in 1934 door Clarence Raymond Shoemaker.